# Idaho
Idaho (pronunciado /áidajo/) es uno de los cincuenta estados que, junto con Washington D. C., forman los Estados Unidos de América. Su capital y ciudad más poblada es Boise. Está ubicado en la región Oeste del país, división Montañas Rocosas. Limita al norte con Canadá, al noreste con Montana, al este con Wyoming, al sureste con Utah, al suroeste con Nevada, al oeste con Oregón —gran parte de esta frontera la forma el río Snake— y al noroeste con el estado de Washington. Con 7,24 hab/km² es el séptimo estado menos densamente poblado, por delante de Nuevo México, Dakota del Sur, Dakota del Norte, Montana, Wyoming y Alaska. Fue admitido en la Unión el 3 de julio de 1890, como el estado número 43.
La abreviación postal es "ID", y su apodo de Estado gema hace alusión a la abundancia de recursos naturales en su territorio. El lema estatal es la frase latina Esto Perpetua, que traducido al español sería "Que sea perpetua". El sur de Idaho, incluyendo al área metropolitana de Boise, Idaho Falls, Pocatello, y Twin Falls se encuentra en la zona horaria de Montaña. El norte estatal (pasando el río Salmon), en cambio, pertenece a la zona horaria del Pacífico.

## Etimología

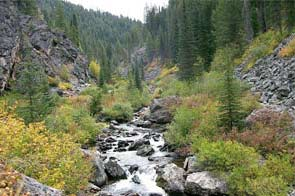
Crooked Creek en Gospel Hump Wilderness, Idaho.

Idaho es quizás el único estado en ser nombrado prácticamente a consecuencia de un error. A comienzos de los años 1860, cuando el Congreso de Estados Unidos entreveía la posibilidad de administrar un territorio en las Montañas Rocosas, el excéntrico e influyente George M. Willing sugirió la denominación de «Idaho», alegando que derivaba de una voz shoshone que significaba «el sol que nace en las montañas» o la «gema de las montañas». Willing aclaró más tarde que él mismo inventó el término. Como resultado, el Congreso tomó la decisión de llamarlo Territorio del Colorado en febrero de 1861.
Sin embargo, la palabra «Idaho» no desapareció. El mismo año que el Congreso creó Colorado, fue fundado al este de Washington un condado llamado Idaho, en honor a un barco de igual denominación que había anclado a orillas del río Columbia en 1860. No está claro si el barco fue anterior o posterior a la declaración de Willing. A pesar de ello, una porción del territorio de Washington que incluía al condado de Idaho fue utilizada para crear el estado homónimo en 1863. Dejando de lado la falta de información sobre el origen del nombre, muchos libros de texto del siglo XX concordaron en que provenía del shoshone «ee-da-how».

## Historia

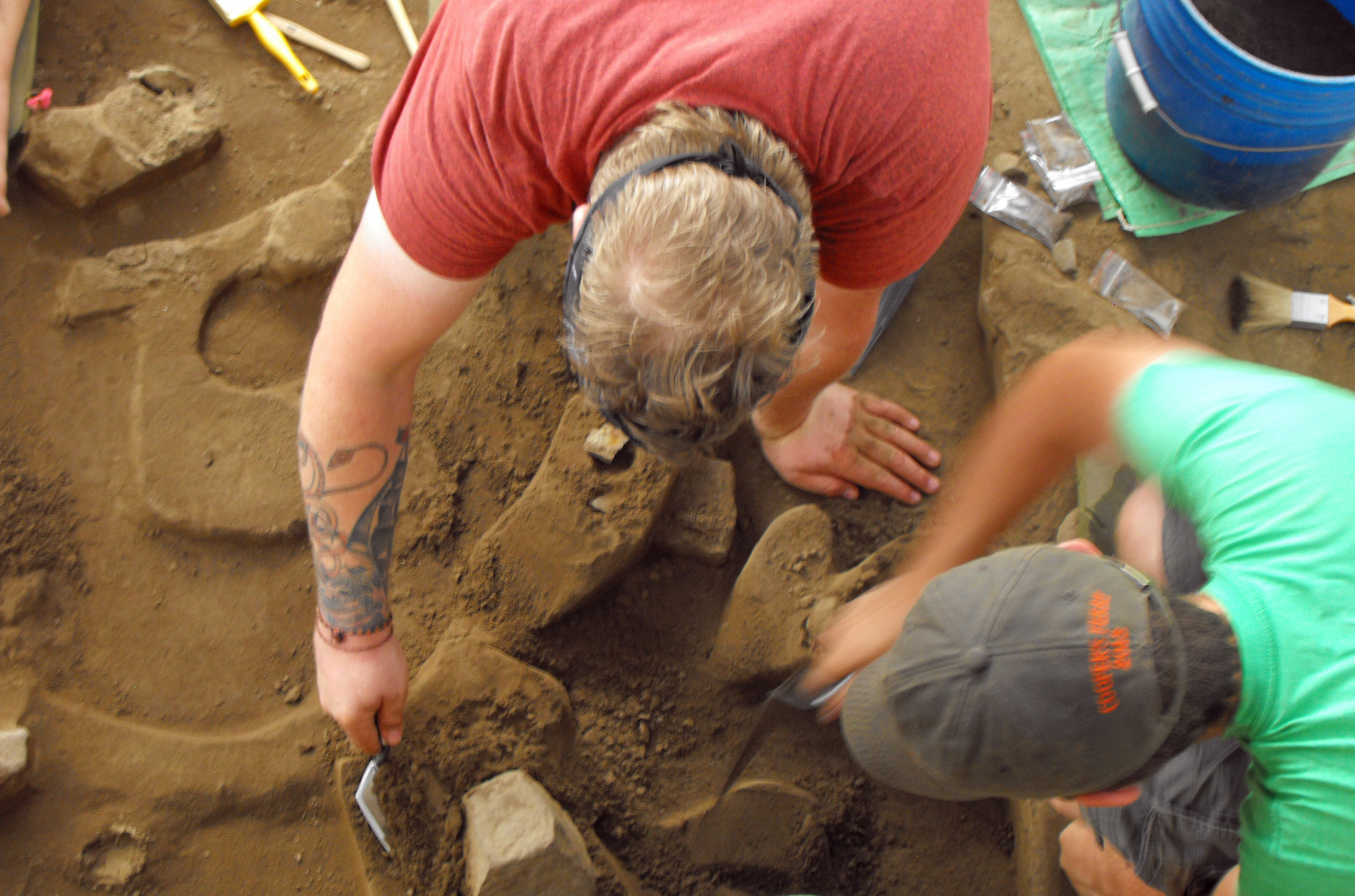
Excavaciones en Cooper's Ferry (1997-2019)

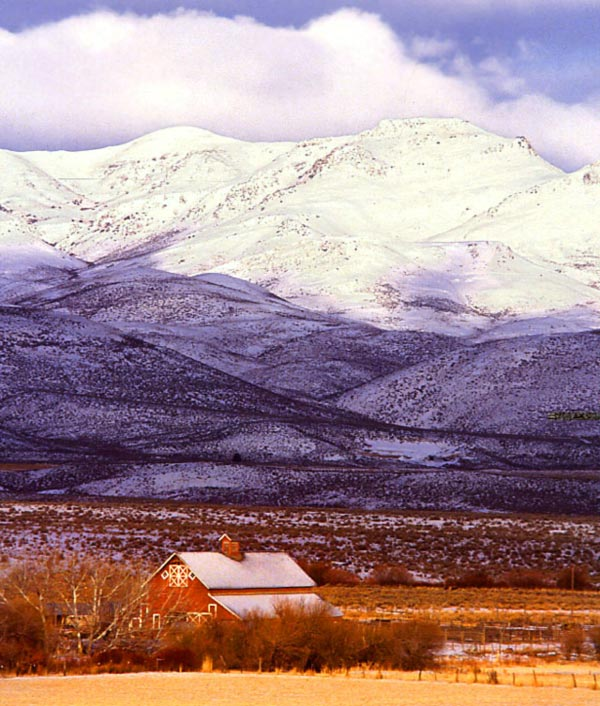
Línea divisoria experimental en Reynolds Creek, Montañas Owyhee, a unos 70 km al suroeste de Boise, Idaho.

En las excavaciones entre 1997 y 2019 en el yacimiento de Cooper's Ferry, cerca del río Salmón y de la ciudad de Cottonwood, arqueólogos dirigidos por el profesor Loren Davis, han hallado puntas de proyectil y herramientas de piedra, junto con huesos de animales cazados y rastro de hogueras que datan de hasta 15.280 a 16.560 años.
Ya antes se habían encontrado rastros de actividad humana en Idaho que datan de al menos 14.500 años de antigüedad. En 1959 las excavaciones realizadas en Wilson Butte Cave, próximo a Twin Falls, revelaron esta teoría al encontrar puntas de flecha, unos de los artefactos más antiguos de Norteamérica. Por otro lado, las tribus amerindias que predominaban en la zona incluían a los Nez Perce asentados en el norte, y a los Shoshone nórdicos y occidentales en el sur.
Idaho, como parte del estado independiente de Oregón, fue reclamado tanto por Estados Unidos como por el Reino Unido hasta que el primero obtuvo el derecho absoluto a su jurisdicción en 1846. Desde ese entonces y tras la creación del territorio de Idaho en 1863, partes del actual estado estaban comprendidas entre los confines de Oregón, Washington y Dakota. El nuevo terreno abarcaba gran parte del actual Idaho, Montana y Wyoming.
Luego de algunas tribulaciones, incluyendo el cambio caótico de la capital territorial desde Lewiston hasta Boise y el intento federal de dividir el espacio existente entre Washington y Nevada, Idaho se proclamó como estado en 1890. Su economía, que había sido tempranamente abastecida por la minería, se volcó hacia la agricultura y el turismo.
De forma reciente, Idaho se ha enriquecido como centro tecnológico y científico, suponiendo el 25% de su capital (más de lo que aportan la actividad agrícola, minera y forestal).

### SigloXIX
Hacia la segunda mitad del siglo XIX Idaho recibió ganado vacuno procedente de California y Texas con la intención de abastecer a los mineros. Poco tiempo después, las ricas pasturas y las buenas condiciones climáticas y ambientales favorecieron el desarrollo de la actividad ganadera, absorbiendo a cientos de hombres que veían en los suelos del estado, la posibilidad de alcanzar una economía estable.
El cultivo de maíz fue disminuyendo a medida que los granjeros hacían cuenta de la posibilidad de plantar avena, cebada y trigo en el árido valle del río Snake.
Con la construcción de nuevas carreteras y el consecuente hallazgo de oro, muchos estadounidenses fijaron su rumbo a Idaho, que ya se encontraba comunicado al mercado nacional gracias a las primeras líneas ferroviarias que hacían posible el traslado de materia prima al resto del país.
En 1874 ya operaba un tren cuyo límite de llegada era la frontera Utah-Idaho. Siete años más tarde se extendería a las minas de Montana, al tiempo que otras vías comunicaban al estado con Oregón y Wyoming.
Para mediados de la década de 1880, la ferrovía cubría buena parte del Pacífico Oeste de los Estados Unidos y servía a los obreros y empresarios para desplazarse por las minas de oro.

### De territorio a estado
La situación geográfica de una región separada por las montañas terminó por dividir a Idaho en dos partes a través de sus extremos norte y sur. La capacidad de unión que se esperaba de un futuro gobierno estatal daba lugar a dudas y repercusiones, a raíz de sus evidentes obstáculos.
Por ello no faltaron oportunidades de aprovechamiento por parte de los estados limítrofes que buscaban repartirse el territorio a beneficio propio. No obstante, y pese a los intentos adquisitivos de Nevada y Washington, las autoridades regentes idahoanas impidieron su cometido y apelaron a un sentimiento de unidad territorial que no había encontrado su fundamento en el pasado.
Pronto, con el ligero empuje económico que favoreció a la producción y venta de productos a otras zonas circundantes, la población de Idaho creció a gran escala, pasando de 33.000 habitantes en 1880 a superar los 160.000 a comienzos del siglo XX.
El flujo poblacional que se adentró al territorio procedía principalmente de China y del País Vasco (tanto español como francés). A partir de ese entonces, Idaho recibiría a un buen número de personas oriundas del sur, suroeste y centro estadounidense, así como mormones y otros grupos.
Un gran contingente de nuevos ciudadanos eran republicanos, lo cual explica el favoritismo hacia el partido que existe en Idaho, y que viene dado por su historia fundacional.
El 3 de julio de 1890, el territorio se constituye como un nuevo estado y pasa a integrar el Congreso Nacional de los Estados Unidos, como su miembro número 43.

### SigloXX: Primera Guerra Mundial y la Gran Depresión
Durante la Primera Guerra Mundial el número de civiles alistados en el Ejército fue, en comparación, superior al que se registró a nivel nacional. Hizo falta mucha mano de obra para levantar las cosechas y abastecer a los soldados. En 1920, a dos años de haber culminado el enfrentamiento bélico armado, Idaho sufrió al igual que el resto del país un fuerte descenso económico que lo hundió en la miseria y forzó a muchos de sus habitantes a abandonar el estado ante la crisis que estaba experimentando.
La situación fue para mayores cuando tuvo lugar la Gran Depresión, donde se registraron fuertes incrementos en los precios y la sequía amenazaba a los agricultores con arruinar el fruto de su trabajo. Sin embargo, otros estados como Kansas, Nebraska y Oklahoma se hallaban más castigados por las condiciones meteorológicas y capitales, por lo que muchos de sus habitantes emigraron a Idaho sirviendo de equilibrio entre los que se habían ido y los que estaban ingresando.
Con la puesta en marcha del New Deal (o Nuevo Trato), llevado a cabo por el entonces presidente estadounidense Franklin Delano Roosevelt, el estado se beneficiaría con la implantación de ofertas de trabajo para los jóvenes, servicios de alumbrado público y energía eléctrica en zonas apartadas, y protección forestal en determinados puntos del territorio. La economía volvía a levantar e Idaho se proyectaba hacia una nueva fase tecnológica e industrial.

### Segunda Guerra Mundial - presente
La Segunda Guerra Mundial (1939-1945) fue de gran provecho para la economía de Idaho. Una serie de implementos pensados para la guerra eran fabricados en el estado, entre ellos: cajas de madera, plata y plomo para las armas, provisiones y productos alimenticios. Asimismo, la introducción de maquinaria y mejores equipos para realizar las labores de campo fueron de gran ayuda en el proceso de modernización que, de otro modo, habría terminado por retrasar la producción masiva de la que sabría sacar ventaja.
Muchos prisioneros de guerra alemanes e italianos fueron encarcelados en Idaho. En 1942, tras el bombardeo en la bahía de Pearl Harbor (Hawái), muchos japoneses se vieron obligados a abandonar la costa occidental y restablecerse en el estado, siendo contratados por granjeros y disponiendo de una institución propia que garantizara sus derechos en territorio idahoano.
A partir de la segunda mitad de siglo, la actividad forestal y la exportación de madera ocuparía un escalón privilegiado en la economía estatal. Diversas compañías recibieron el apoyo del gobierno federal para hacer frente a la crisis que había dejado el paso de la guerra en el sector.
Los avances científicos y el desarrollo tecnológico fueron proporcionando nuevas herramientas para la explotación minera y suprimiendo una multitud de puestos de trabajo. El turismo pasó a ser considerado como el tercer ingrediente y una de las principales fuentes para la prosperidad económica de Idaho (cada año los turistas invierten alrededor de dos mil millones de dólares estadounidense).

## Geografía
Idaho limita al oeste con Washington y Oregón, al sur con Nevada y Utah, al este con Montana y Wyoming, y al norte con la provincia canadiense de Columbia Británica (la frontera Idaho-CB tiene 77 km de largo). El paisaje se halla cubierto por una de las regiones naturales mejor conservadas del país, en medio de las Montañas Rocosas y con enormes fuentes naturales.
El estado tiene asimismo cordilleras altas y nevadas, muchas cataratas y caídas de agua, lagos mansos y profundos y empinados cañones. Las corrientes fuertes del río Snake atraviesan al Hells Canyon, que es más profundo que el Gran Cañón del Colorado. Las cataratas de Shoshone caen desde una altura incluso superior a las cataratas del Niágara.
El punto más elevado de Idaho (3798 m.) es Borah Peak en las montañas de Lost River, al norte de Mackay; y el más bajo tiene lugar en Lewiston, donde el río Clearwater desemboca en el Snake y continúa su curso hacia Washington.

### Lagos

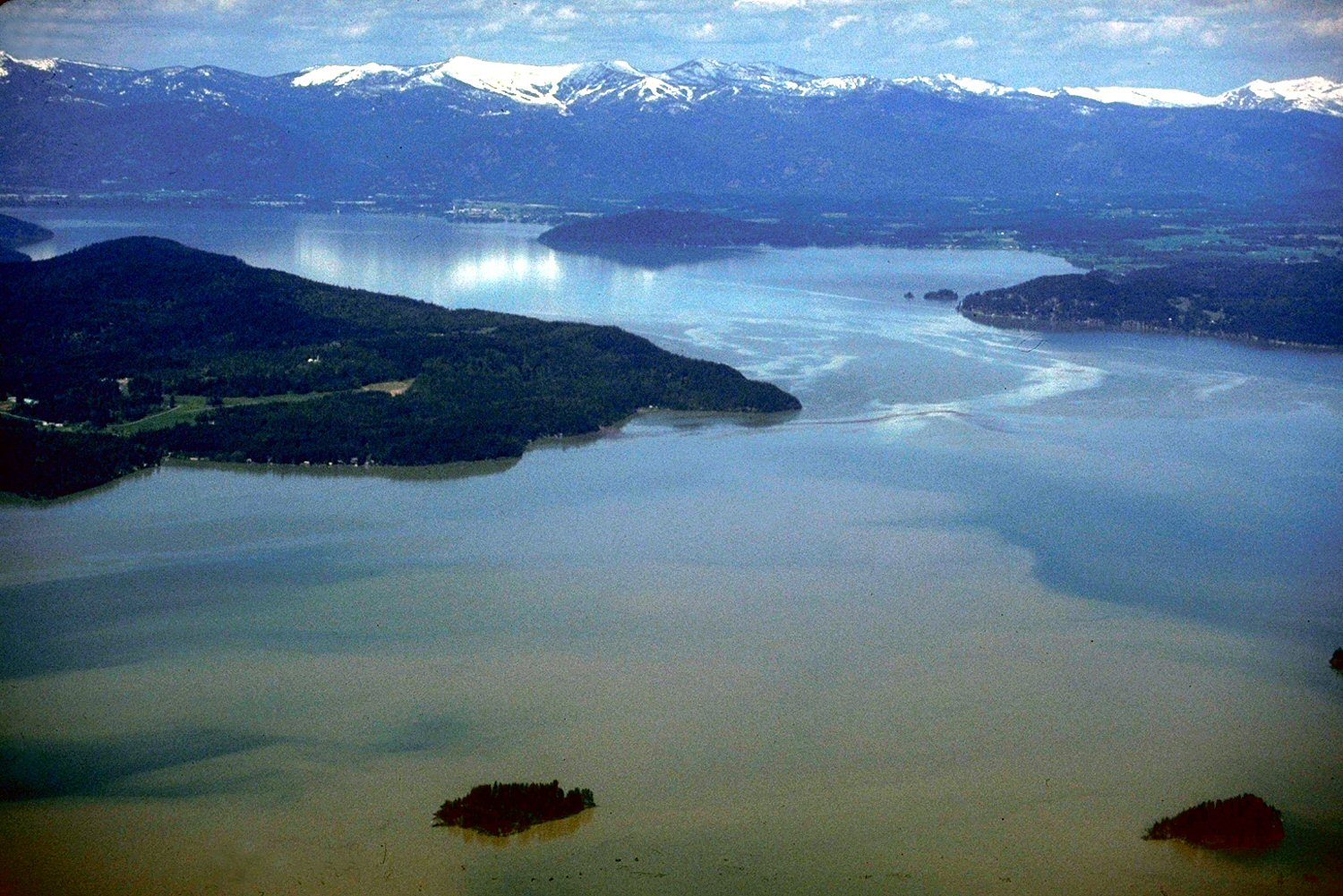
Lago Pend Oreille.

Idaho posee un gran número de lagos, los más grandes localizados en el Panhandle. El mayor en superficie es el lago Pend Oreille, con unos 345 km², que además es el quinto más profundo de los Estados Unidos y recibe las aguas del río Clark Fork y del río Pack y es drenado por el homónimo río Pend Oreille.
En Idaho muchos de los ríos han sido represados, siendo los principales embalses los de Dworshak —en el North Fork del río Clearwater—, American Falls, Brownlee y Palisades —en el río Snake— y Lucky Peak, Blackfoot, Island Park, Arrowrock y Anderson Ranch.
Los principales lagos del estados son el Coeur d'Alene, el Priest, el Payette (McCall), el Pend Oreille, el Lowell, el Henry, el Stanley, el Redfish, el Alturas, el Petit y el Sawtooth.

### Ríos
La mayor parte del estado drena hacia la vertiente del Pacífico, siendo el principal colector el río Snake, que es, sin duda, el río más largo e importante de Idaho. Le siguen en importancia varios de sus afluentes, como el río Clearwater, el río Salmón, el río Boise, el río Bruneau, el ramal Henry's Fork y el río Payette.
Una pequeña parte del estado, localizada en la zona meridional, drena hacia la Gran Cuenca, principalmente a través del río Bear.

### Mapas

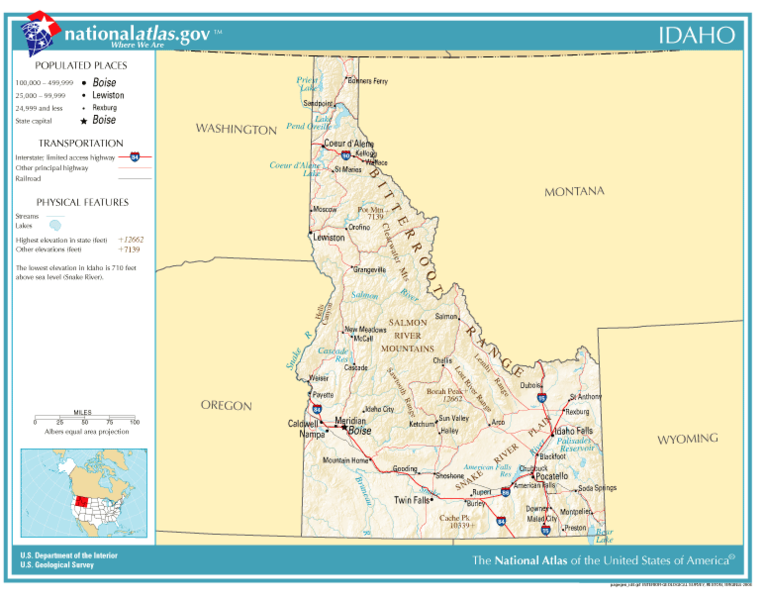
Mapa de Idaho
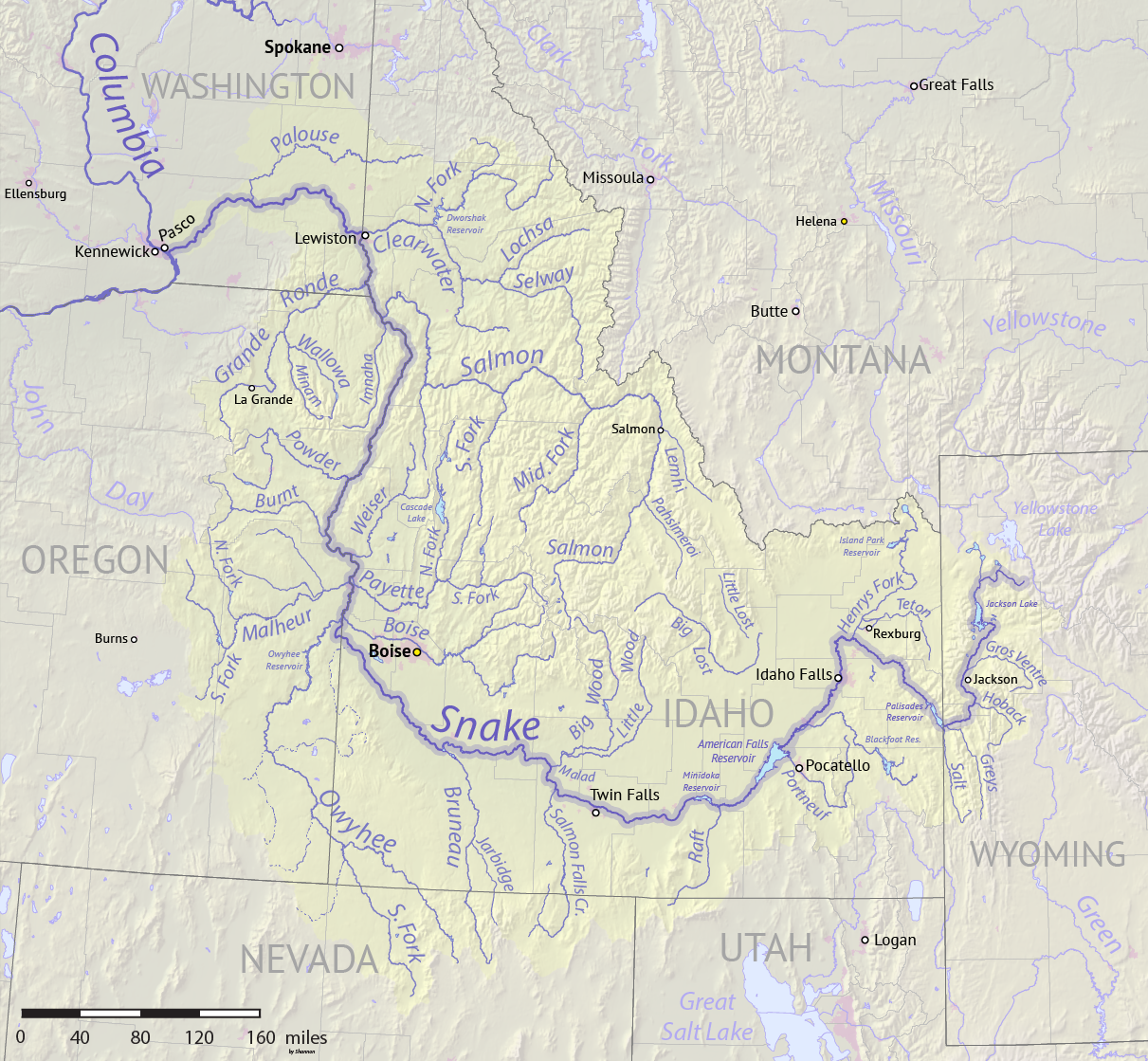
El río Snake —afluente del Columbia— forma parte de su frontera oeste con Oregón
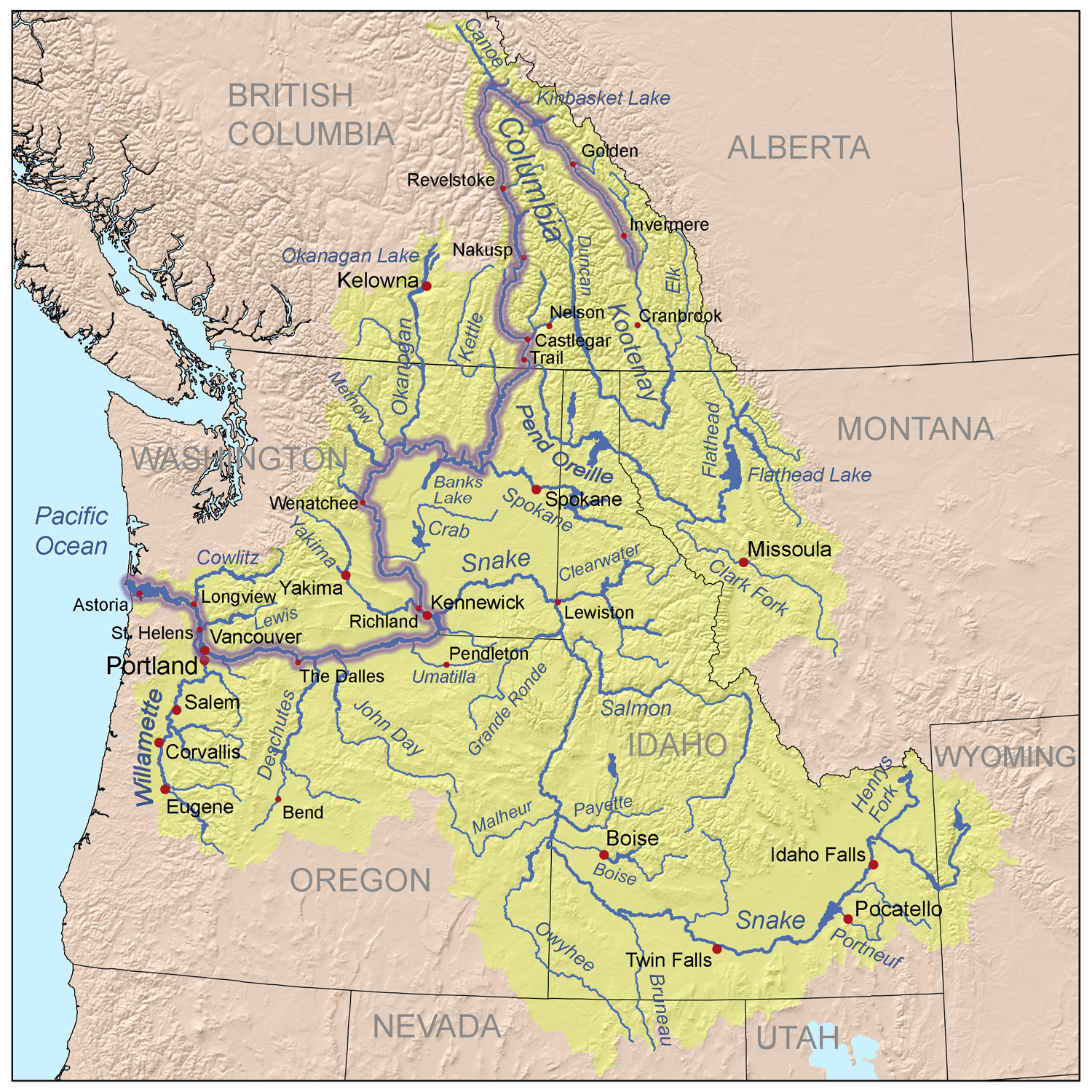
Mapa de la cuenca río Columbia, cuyo principal afluente es el Snake
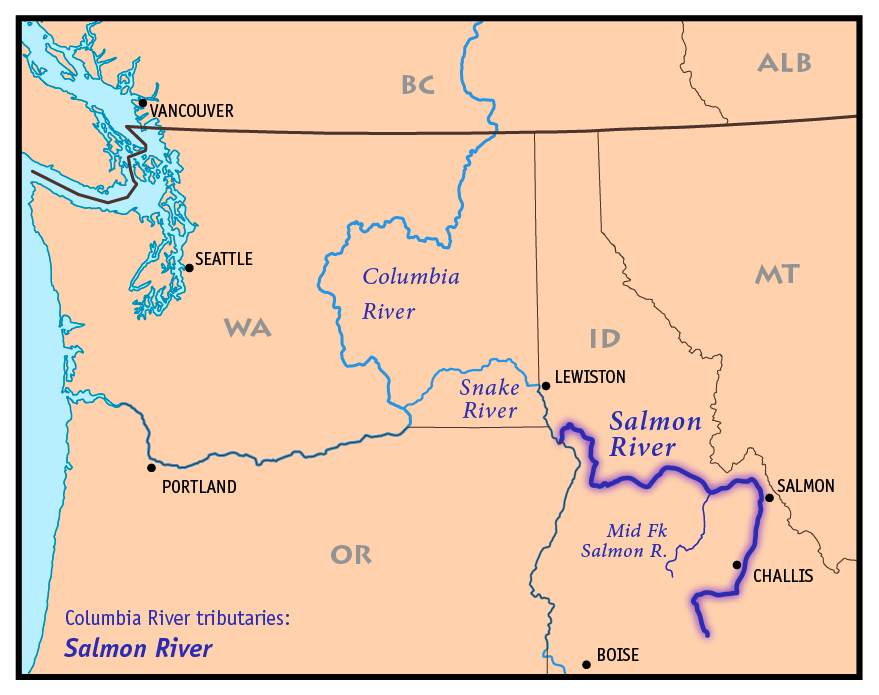
Mapa del río Salmón —afluente del Snake— que fluye íntegramente por Idaho
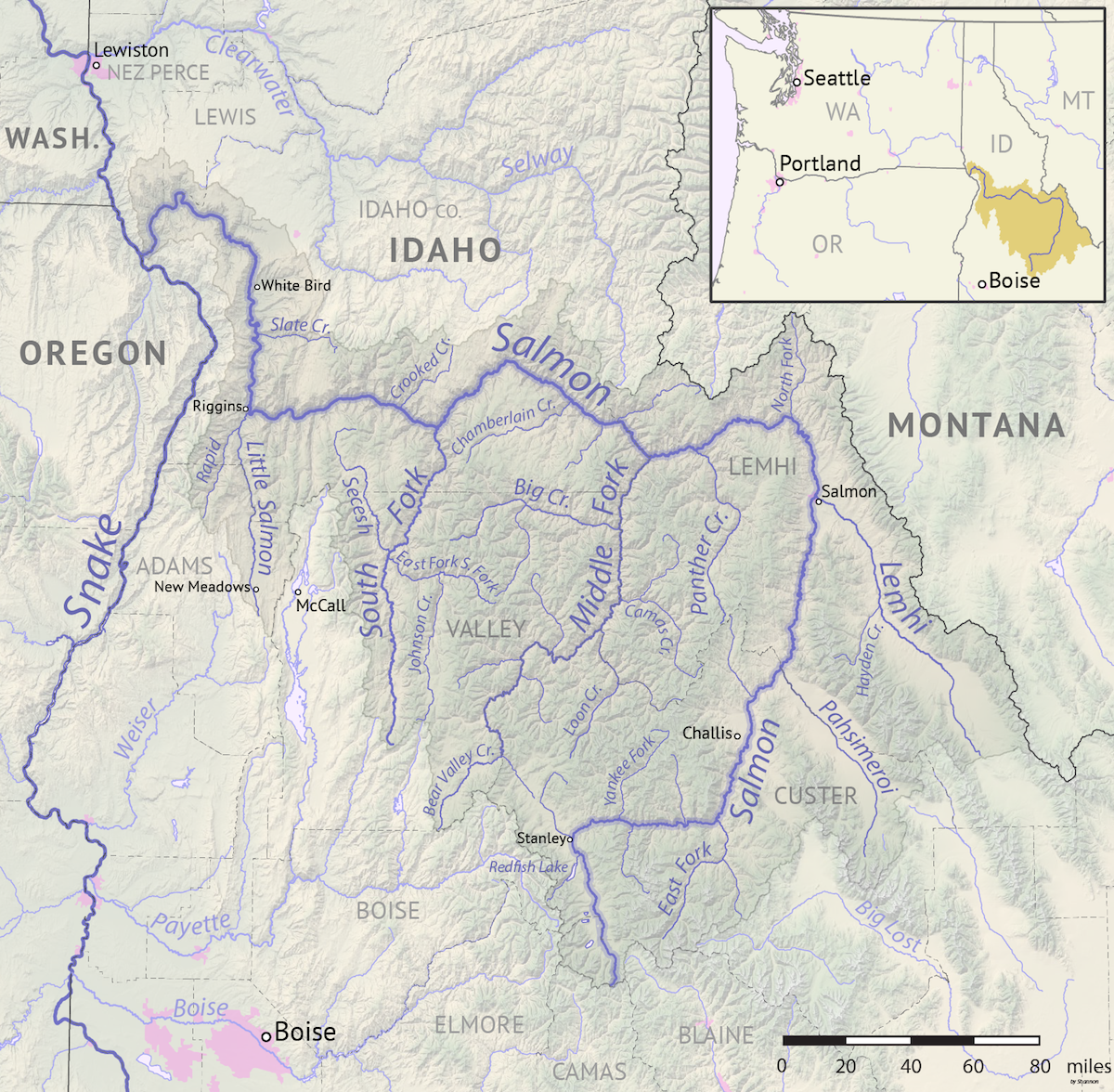
Otro mapa del río Salmón
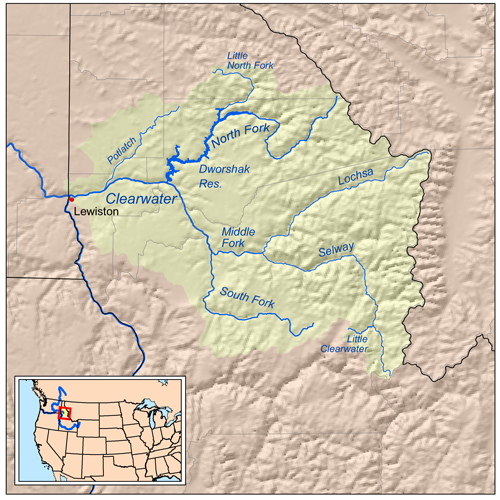
Mapa del río Clearwater —afluente del Snake— que fluye por el norte de Idaho

## Flora y fauna

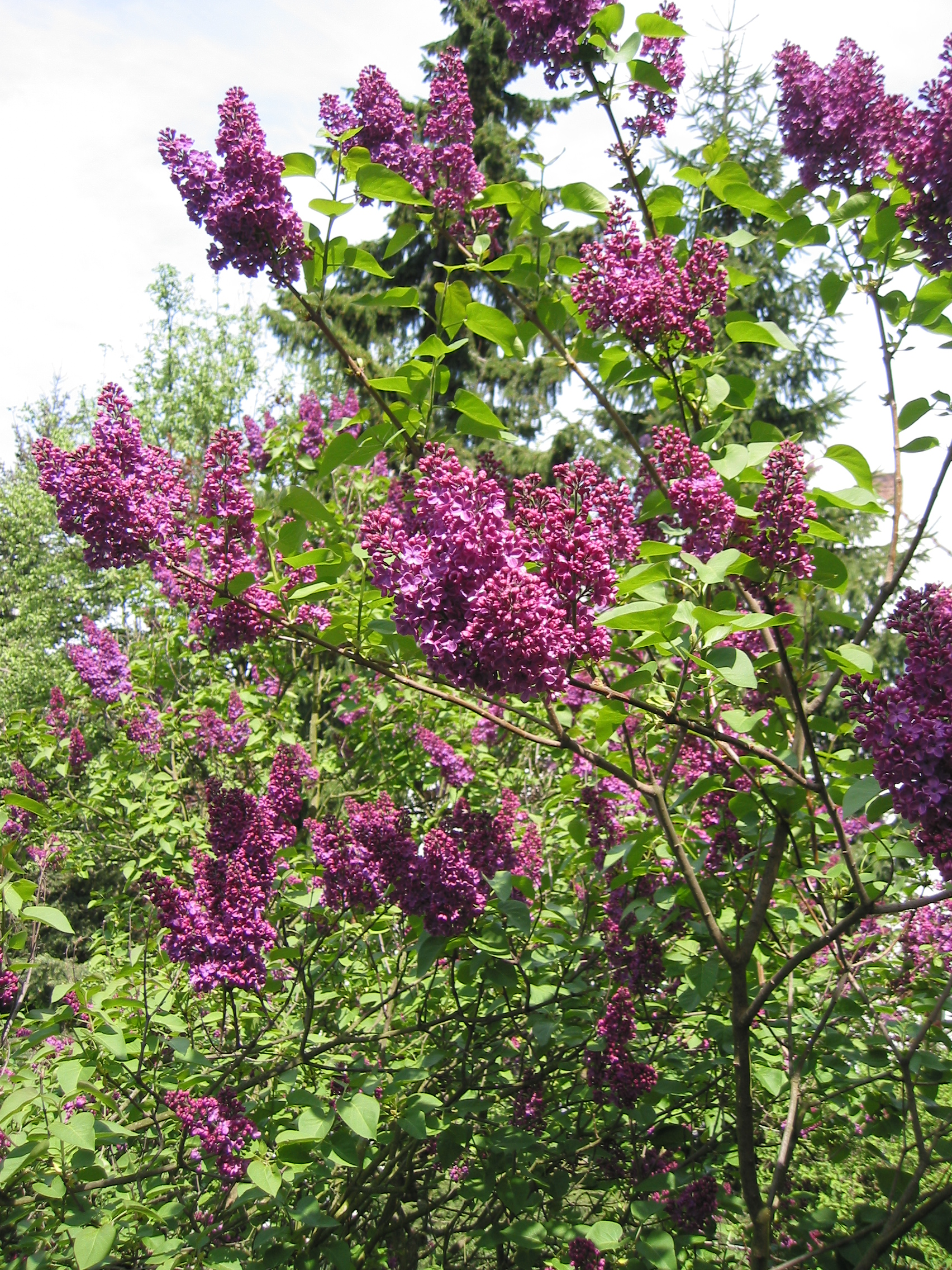
La lila (o syringa) es la flor oficial de Idaho.

Aproximadamente el 41% del territorio estatal se encuentra cubierto de bosques, muchos de los cuales se localizan en las Montañas Rocosas del Centro y Norte.
Destacan las variedades de pino, abeto, pícea, cedro, hemlock y otras coníferas. El pino de Ponderosa, resistente a la sequía, crece en regiones que no sobrepasan de los 500 mm de precipitaciones al año, y el blanco representa al árbol del estado (crece en zonas húmedas). Otros ejemplares autóctonos son: el abeto de Douglas, el cedro rojo del oeste, y el abeto de tierra baja. El álamo temblón, generalmente del sur, es bastante común, al igual que el abedul de Panhandle. La mayor parte de la región meridional de Idaho es árida y posee pequeños arbustos y vegetación esteparia, si bien destacan algunos árboles de algodón en las orillas de algunos arroyos. La silvicultura es una práctica beneficiaria al gobierno federal, mientras que una pequeña porción de tierra se halla privatizada.
Musgos, helechos, y hierbas silvestres (o yuyos) son típicos entre los confines idahoanos. Algunas variedades de orquídea se encuentran en el interior de las zonas forestales, y otras flores como las violetas emergen en buen clima.
La lila o syringa es la flor estatal.
Idaho es el hábitat natural de muchos de los mamíferos más grandes del país, entre los que se encuentran el alce, el antílope, el uapití, el oso grisáceo y el puma, así como el ciervo mulo y el ciervo de cola blanca. En las Rocosas se pueden ver ovejas y cabras de montaña. Existe además una cantidad de mamíferos de menor tamaño como el castor, el coyote, el zorro rojo, el lince, la rata almízclera, la comadreja, la nutria, el tejón, el conejo, la taltuza, el visón, el mapache, la marmota, la marta y la ardilla listada.
Dentro de los reptiles destacan la lagartija y la serpiente, siendo la víbora de cascabel la que representa mayor peligro.

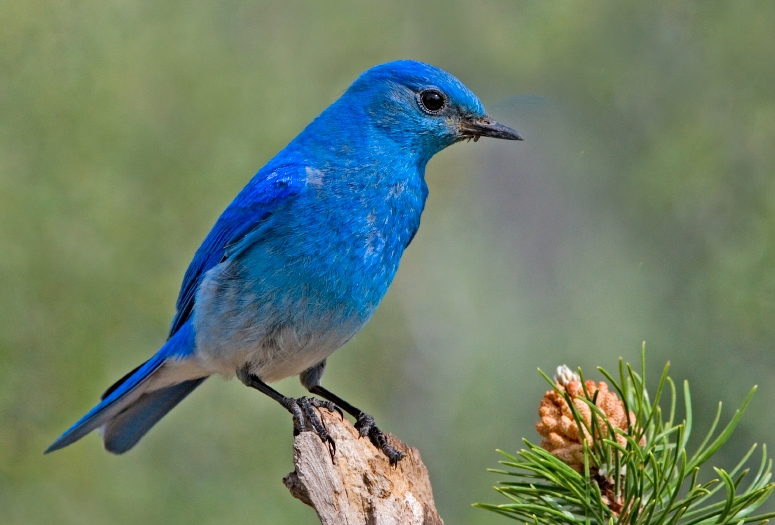
Azulejo de las montañas.

El estado es además un sector de paso para cientos de aves que se dirigen hacia el sur en época otoñal. Patos reales, gansos canadienses y cisnes hacen su parada en Idaho, de la misma forma que lo hacen las gaviotas y las golondrinas cuando desvían su trayecto tierra adentro. Otros pájaros de mar incluyen a la garza, al martin pescador, al pelícano blanco, a la fulica, al cormorán de dos crestas, al zarapico, etc. Respecto a las aves locales, encontramos a algunos tipos de urogallo y codorniz, faisán de collar, perdiz, águila dorada y calva, halcón peregrino, lechuza, búho y otras amplia gama de especies (cuervo, petirrojo, etc). El ave azul, que se encuentra bajo protección, es considerada oficial y representativa de Idaho.
Finalmente, entre los peces podemos encontrar salmones, truchas, lubinas, peces gatos, esturiones, etc.

## Clima
El clima es mayoritariamente árido en las regiones de llanura y en los valles, mientras que en las zonas montañosas predomina la humedad y se presta más a la presencia de ocasionales precipitaciones. Los inviernos son por lo general muy fríos y los veranos bastante cálidos.
Las bajas temperaturas actúan frecuentemente en el este, con promedios de -2 a -10 °C en enero. Sin embargo, las montañas protegen al estado de las fuertes olas de frío polar y actúan como reguladoras térmicas.
En verano, el extremo más caluroso es el suroeste, mientras que el más fresco se presenta en las alturas.
Las montañas son más propensas a recibir fuertes nevadas, y los llanos son asimismo los que experimentan sequías a falta de lluvias (entre 200 y 500 mm). Panhandle es la región más húmeda, donde el pluviómetro llega a registrar hasta más de 1000 mm.
Por último, muchas de las tormentas tienen lugar durante el invierno y suelen manifestarse en forma de nieve, dejando a muchos sectores de Idaho aislados por grandes períodos.

## Demografía

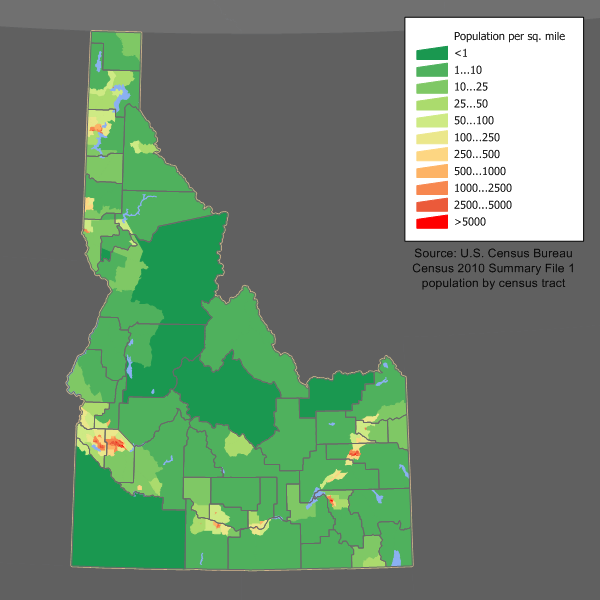
Distribución poblacional de Idaho.

De acuerdo a estimaciones de 2005 de la Oficina del Censo de los Estados Unidos, Idaho tiene una población estimada de 1.429.096 habitantes, lo cual representa un incremento de 33.956 o 2,4% respecto al año anterior, y un total de 135.140 o 10.4% desde el 2000. Esta cifra refleja un crecimiento natural desde el último censo de 58.884 personas (esto es, 111.131 nacimientos menos 52.247 muertes) y un aumento debido a la migración de 75.795 individuos al estado. La inmigración proveniente del extranjero dio como resultado la llegada de 14.522 personas, y la procedente de otras regiones de Estados Unidos produjo un crecimiento neto de 61.273 habitantes.
Esto convierte a Idaho en el sexto estado de mayor crecimiento acelerado, después de Nevada, Arizona, Florida, Georgia, y Utah. De 2004 al 2005, Idaho fue el tercero, superado solo por Nevada y Arizona.
Nampa, su segunda ciudad más importante, ha experimentado de forma particular un fuerte incremento de la población recientemente. De acuerdo a las proyecciones realizadas por el censo estatal, Nampa había crecido un 22,1% (65.000 entre 2000 y 2003). Un avance del 5% o más en el mismo período se observó en Caldwell, Coeur d'Alene, Meridian y Twin Falls.
Desde 1990, la población de Idaho ha crecido a un nivel de 386.000 (38%).
El área metropolitana de Boise es la mayor del estado y una de las que posee un mayor crecimiento poblacional en todo el país, y otras que le secundan en tamaño son: Coeur d'Alene, Idaho Falls, Pocatello y Lewiston.
En las estadísticas oficiales de 2006, seis áreas urbanas se encuentran basadas en Idaho, siendo Twin Falls la más grande de aquellas. En los inicios de  Idaho ha sido importante la presencia de franceses o francófonos como lo atestigua el nombre de su ciudad capital que es también su ciudad más poblada. Los grupos étnicos más difundidos en el estado lo componen los alemanes (18,1%), seguidos de los irlandeses (10%), estadounidenses (8,4%), noruegos (3,6%), y suecos (3,5%).
Los hispanos han crecido a ritmo acelerado constituyendo el 8,5% de los habitantes de Idaho a comienzos de 2005, la mayoría de los cuales eran blancos. El desarrollo poblacional indica que la minoría hispana tiende a crecer a un nivel del 70%, mientras que los habitantes de otros grupos no superan el 8%. Como consecuencia, y en menor medida que en otros estados, el español ha ido ganando terreno en Idaho, siendo una de las lenguas más habladas después del inglés.
Una característica curiosa de Idaho es la existencia de una pequeña minoría de hablantes de euskera. Ello se debe a la presencia en el estado de descendientes de inmigrantes vascos que llegaron a Idaho a finales del siglo XIX y durante la primera mitad del siglo XX para trabajar en el campo, y que han logrado conservar las tradiciones y costumbres de sus ancestros, entre ellas el idioma .

### Religión
| Religión en Idaho (2019)               | Religión en Idaho (2019)               | Religión en Idaho (2019) | Religión en Idaho (2019) | Religión en Idaho (2019) |
| -------------------------------------- | -------------------------------------- | ------------------------ | ------------------------ | ------------------------ |
| Religión                               | Religión                               |                          | Porcentaje               | Porcentaje               |
| Protestantes                           | Protestantes                           |                          | 56 %                     | 56 %                     |
| Sin religión                           | Sin religión                           |                          | 29 %                     | 29 %                     |
| Católicos                              | Católicos                              |                          | 10 %                     | 10 %                     |
| Creyentes sectarios u otras religiones | Creyentes sectarios u otras religiones |                          | 4 %                      | 4 %                      |
| Cristianos ortodoxos                   | Cristianos ortodoxos                   |                          | 1 %                      | 1 %                      |

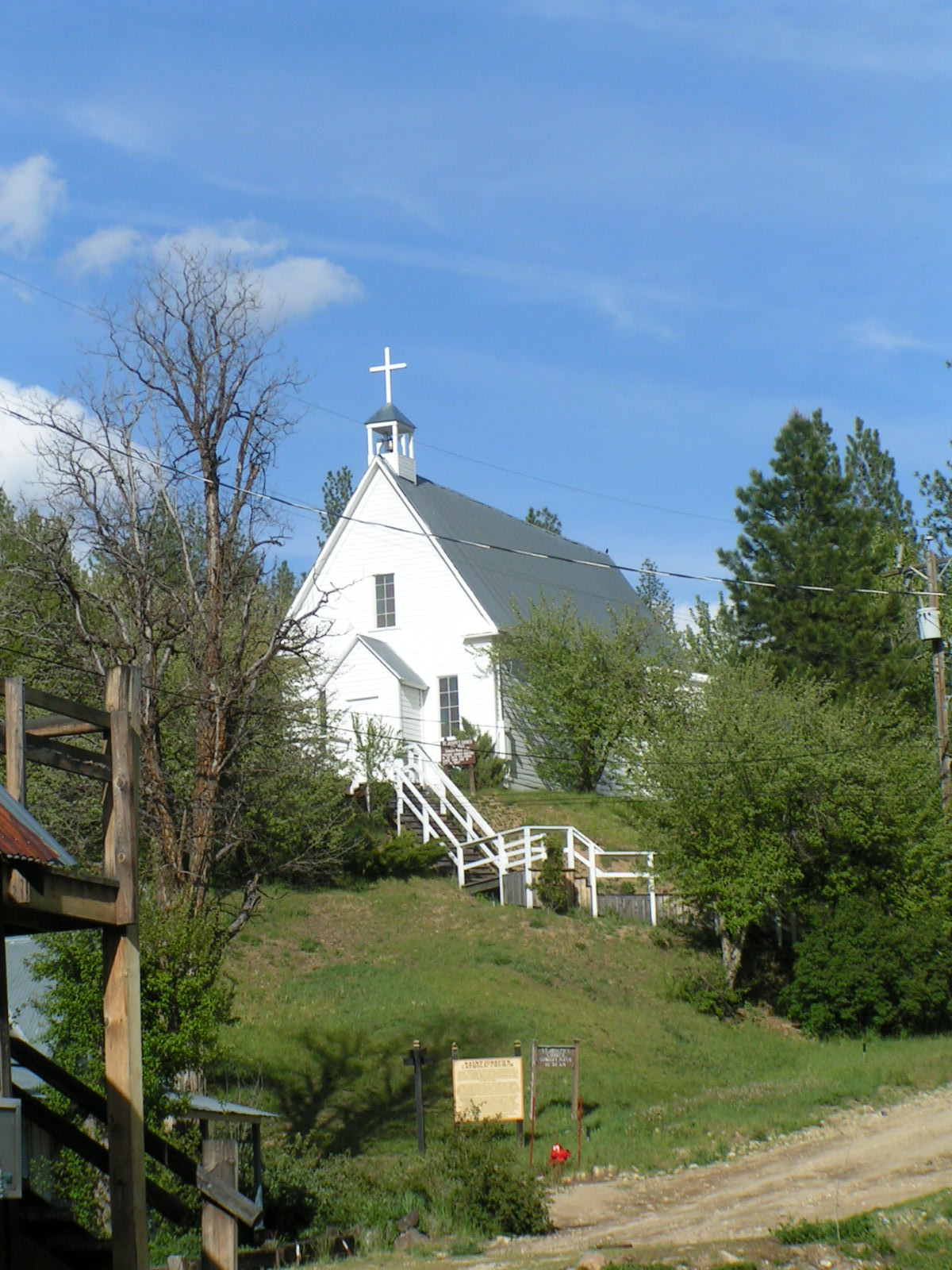
Una iglesia en el estado de Idaho.

En 2019, las afiliaciones religiosas en Idaho dieron como resultado los siguientes grupos:
- Cristianos – 67% - 1,153,802
  - Protestantes – 37% - 637,174
  - Católicos – 10% - 172,209
- Mormones – 19% - 327,197
- Otras religiones – 4% - 68,883
- Sin religión – 29% - 499,406

Junto a otros estados occidentales, el porcentaje de personas en Idaho que se consideran ateos es muy alto 
Es el estado más ateo, o no religioso con casi el 30% de la población.

## Economía
El PBI estatal en 2004 era de 43,6 billones de dólares. El promedio per cápita oscilaba en 26.881 dólares.
Idaho ocupa una posición primordial en la industria agrícola nacional, produciendo cerca de un tercio de las patatas cosechadas en Estados Unidos. Otros productos que figuran en la misma línea son las judías, las lentejas, las remolachas azucareras, el ganado vacuno y sus derivados, el trigo y la cebada.
Las industrias más destacadas de Idaho son las de procesado de alimentos, la forestal, la productora de maquinaria, la de productos químicos, la papelera, la electrónica, la explotadora de plata y otros metales, y la turística. El Laboratorio Nacional de Idaho (en inglés, Idaho National Laboratory), perteneciente al gobierno y dedicado a la búsqueda de energía nuclear, forma parte asimismo del ingreso de capital estatal.
Actualmente, la mayor industria en Idaho se basa en el sector científico-tecnológico. Aporta el 25% de los ingresos del estado, y constituye más del 70% de sus ventas en dólares. La prosperidad económica va en aumento, con productos de alta tecnología liderando el mercado. Desde fines de la década de 1970, Boise ha emergido como un centro de manufactura de equipamientos semiconductores, y como la sede de Micron technology, siendo la única en Estados Unidos en fabricar dispositivos de memoria RAM. Hewlett-Packard viene operando en Boise y en el suroeste de Idaho desde los años 1970, concentrándose en la manufactura de impresoras láser. Dell, Inc. tiene una gran sucursal de atención al cliente en Twin Falls.
El impuesto sobre la renta va del 1,6 al 7,8% en 8 paréntesis presupuestales. Los idahoanos pueden solicitar créditos por contribuciones dirigidas a otros estados, así como donaciones a las instituciones educativas locales, e instalaciones sin fines de lucro destinadas a la juventud y a los tratamientos de rehabilitación.
El impuesto sobre la venta es del 5%, y comprende a la venta (en sí misma), al alquiler, o contrato de alguna propiedad personal y a determinados servicios. La comida posee IVA, pero no sucede lo mismo con los medicamentos de prescripción clínica. El hotel, motel y alojamiento campal tienen impuestos altos (7 al 11%). Por último, algunas jurisdicciones imponen aranceles locales optativos.

## Transporte
Las comunicaciones estatales nunca se han presentado con facilidad, y de hecho, las altas montañas, los cañones, y demás accidentes geográficos hacen de Idaho un territorio muy particular. A continuación veremos una lista con las autovías más relevantes tanto a nivel local como regional.
Carreteras más importantes:
| Norte - Interestatal 90 - U.S. Highway 2 (en español, "autopista") - U.S. Highway 12 |                                                                                    | |
| Norte/Sur - U.S. Highway 95 Suroeste - Interestatal 184                              | Oeste/Este - Interestatal 84 - U.S. Highway 20 - U.S. Highway 26 - U.S. Highway 30 | Este - Interestatal 15 - Interestatal 86 (oeste) - U.S. Highway 89 - U.S. Highway 91 - U.S. Highway 93 |

## Administración y Gobierno

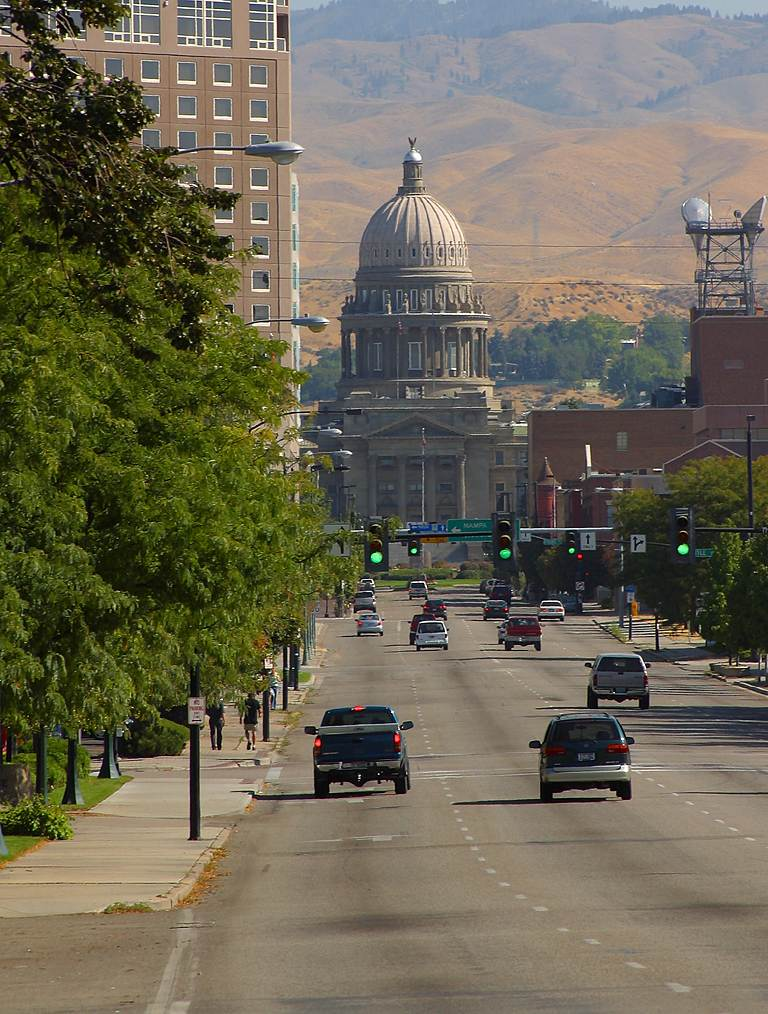
Capitolio estatal en Boise, Idaho.

### Gobierno estatal
La constitución de Idaho posee tres poderes gubernamentales: ejecutivo, legislativo y judicial. Dispone de una legislatura bicameral, elegida desde 35 distritos legislativos, cada uno representado por un senador y dos diputados. La carta de 1889 permanece vigente y es la que regula al estado.
A partir de 1946, los oficiales constitucionales pasan a ser elegidos para ejercer durante un término de cuatro años. Estos incluyen al gobernador, al teniente gobernador, al secretario de Estado, al Patrullador (auditor previo a 1994), al tesorero, al fiscal general, y al ministro de Educación Pública.
Refutado en 1966, el inspector de Minas era un oficial electo de forma constitucional. Luego pasó a ser un puesto asignado, y finalmente suprimido en 1974.
Idaho es un monopolio alcohólico y controla su consumo de forma estricta.

#### Constitución
De acuerdo a la Constitución de Idaho (1889) en su tercera sección, el estado es inseparable de la Unión, y la carta constitucional de los Estados Unidos supone la ley suprema sobre el territorio. Asimismo, el poder político radica sobre el pueblo y su principal cometido es promover su igual protección y beneficio, pudiendo ser reformado, alterado o abolido cuando se estime oportuno. Se garantiza la libertad religiosa sin que a ningún individuo se le pueda negar el derecho, privilegio o capacidad de ejercer su fe. Curiosamente, se admite la tenencia de armas por parte de la población siempre y cuando no sobrepase los principios prefijados por el gobierno estatal.
La libertad de diálogo es permitida en todos los medios de comunicación (sec.9.ª), y los ciudadanos tienen derecho a formar asambleas para discutir sobre varios temas (sec.10.ª). El encarcelamiento por deuda está prohibido (sec.15.ª), así como el castigo físico por parte de las autoridades (sec.6.ª).
El poder militar se encuentra subordinado al civil, y ningún soldado en tiempo de paz puede irrumpir en propiedad privada sin autorización legal (sec.12.ª).

#### División administrativa
Idaho está dividido en 44 condados que son gobernados a su vez por Consejos de Comisarios. Cada ciudad o pueblo posee a un alcalde electo de forma popular. Desde hace tiempo, el estado dispone de una Asociación de Condados que se encarga de deliberar sobre cuestiones relacionadas con la política, a la economía y a las obras públicas. Esta institución pretende coordinar la voluntad de todos los sectores del territorio, con el fin de promover el progreso y el orden. Representa a nivel federal, al conjunto de condados estadounidenses, y actúa bajo los principios emanados por la legislatura.

#### Poder Ejecutivo
El gobernador de Idaho sirve por un período de cuatro años, y es elegido durante lo que se conoce a nivel nacional como elecciones "midterm" (esto es, al final de un período legislativo). Además, el gobernador no puede ser electo el mismo año que el presidente de los Estados Unidos.
El actual gobernador es el republicano Brad Little desde 2019.

#### Poder Legislativo
La legislatura de Idaho es de tiempo parcial. Sin embargo, la sesión puede extenderse si así se requiere, algo que pasa comúnmente. Por ello, los legisladores de Idaho son considerados "legisladores ciudadanos", porque su cargo no representa su ocupación principal.
Tanto el senado como la cámara de diputados ejercen por un período de dos años. Las elecciones legislativas tienen lugar en años pares.
La legislatura ha pertenecido continuamente al Partido Republicano desde fines de los años 1950, aunque los legisladores demócratas son electos de forma rutinaria en Boise, Pocatello, Blaine County, y en el norte de Panhandle.

#### Poder Judicial
El órgano que regula las cuestiones judiciales es la Suprema Corte, que consiste de un juzgado superior y de otros cuatro alineados. El cargo de juez se extiende por un plazo de seis años, mientras que los asignados a las cortes de distrito son elegidos para ejercer durante un periodo de cuatro. Estos se reúnen a lo largo del año con la Suprema Corte en diversas localidades estatales. Cada condado dispone de al menos un juez magistrado que también permanece en el cargo por cuatro años, y que es electo por una Comisión magistral que expone su decisión al cuerpo electoral.

#### Política
Tras la Guerra Civil muchos demócratas del sur se trasladaron a Idaho, apareciendo como resultado legislaturas territoriales de esa corriente política. Los gobernadores, en cambio, eran asignados por presidentes republicanos, y pertenecían al Republicanismo propiamente dicho. Esta situación propició fuertes controversias entre miembros de ambos partidos. A partir de 1880, los segundos irían ganando más terreno a nivel local.
A partir de su proclamación como estado, la facción republicana ha venido siendo la dominante en Idaho. Entre fines del siglo XIX y comienzos del XX, el Partido Popular disfrutó de un período de prosperidad mientras los demócratas lideraban en épocas de la Gran Depresión. Desde la Segunda Guerra Mundial, muchos de los oficiales electos a lo largo de todo el estado han sido republicanos, si bien los demócratas han contado al menos con un oficial electo en cada tramo.
Las delegaciones congregacionales de Idaho han sido también de tradición republicana desde su consideración como estado. Un buen número de demócratas idahoanos han triunfado electoralmente y conseguido escaños en la Casa de Representantes de Estados Unidos a lo largo de los años, pero el senado ha sido el asiento para los republicanos durante décadas. Algunos senadores de este último partido, entre ellos los actuales Jim Risch y Mike Crapo, han sido reelectos, pero solo el demócrata Frank Church ha conseguido resultados similares. Church fue el último en ganar un puesto en el senado estadounidense en 1974. Ningún otro demócrata ha obtenido un lugar en la Casa de Representantes desde Larry LaRocco en 1992.
Idaho siempre ha sido un estado profundamente republicano, no en vano ha apoyado la campaña presidencial de este partido, y no ha elegido a un presidente demócrata desde 1964. Incluso en aquella elección, Lyndon Johnson venció a Barry Goldwater por poco menos de dos puntos de porcentaje. En 2004, George W. Bush abatió por un margen de 38 puntos porcentuales y 68,4% de votos, ganando en 43 de 44 condados. Tan sólo Blaine County, que alberga al "Sun Valley ski resort", apoyó a John Kerry.
El senador republicano Larry Craig se ve obligado a dimitir tras escándalo sexual.
Lista de gobernadores de Idaho
| Nombre               | Partido     | Mandato   |
| -------------------- | ----------- | --------- |
| George L. Shoup      | Republicano | 1890      |
| N. B. Willey         | Republicano | 1890-1893 |
| William J. McConnell | Republicano | 1893-1897 |
| Frank Steunenberg    | Demócrata   | 1897-1901 |
| Frank W. Hunt        | Demócrata   | 1901-1903 |
| John T. Morrison     | Republicano | 1903-1905 |
| Frank R. Gooding     | Republicano | 1905-1909 |
| James H. Brady       | Republicano | 1909-1911 |
| James H. Hawley      | Demócrata   | 1911-1913 |
| John M. Haines       | Republicano | 1913-1915 |
| Moses Alexander      | Demócrata   | 1915-1919 |
| D. W. Davis          | Republicano | 1919-1923 |
| Charles C. Moore     | Republicano | 1923-1927 |
| H. C. Baldridge      | Republicano | 1927-1931 |
| C. Ben Ross          | Demócrata   | 1931-1937 |
| Barzilla W. Clark    | Demócrata   | 1937-1939 |

| Nombre             | Partido     | Mandato   |
| ------------------ | ----------- | --------- |
| C. A. Bottolfsen   | Republicano | 1939-1941 |
| Chase A. Clark     | Demócrata   | 1941-1943 |
| C. A. Bottolfsen   | Republicano | 1943-1945 |
| Charles C. Gossett | Demócrata   | 1945      |
| Arnold Williams    | Demócrata   | 1945-1947 |
| C. A. Robins       | Republicano | 1947-1951 |
| Len B. Jordan      | Republicano | 1951-1955 |
| Robert E. Smylie   | Republicano | 1955-1967 |
| Don Samuelson      | Republicano | 1967-1971 |
| Cecil D. Andrus    | Demócrata   | 1971-1977 |
| John V. Evans      | Demócrata   | 1977-1987 |
| Cecil D. Andrus    | Demócrata   | 1987-1995 |
| Phil Batt          | Republicano | 1995-1999 |
| Dirk A. Kempthorne | Republicano | 1999-2006 |
| Jim Risch          | Republicano | 2006-2007 |
| Butch Otter        | Republicano | 2007-2019 |
| Brad Little        | Republicano | 2019      |

## Principales ciudades y pueblos
Boise es la capital y mayor ciudad. Cuenta con una población 193.628 habitantes (2006) que ascienden a 518.853 en su área metropolitana. Está situada a orillas del río Boise, al pie de las Montañas Rocosas. Es el principal centro comercial e industrial del estado y una de las ciudades de crecimiento prolongado del país.
Otros centros urbanos que le siguen en importancia son Pocatello, con 51.000 habitantes en 2004, y Coeur D'Alene, con una población de unas 37.000 personas según estimaciones realizadas en 2003.

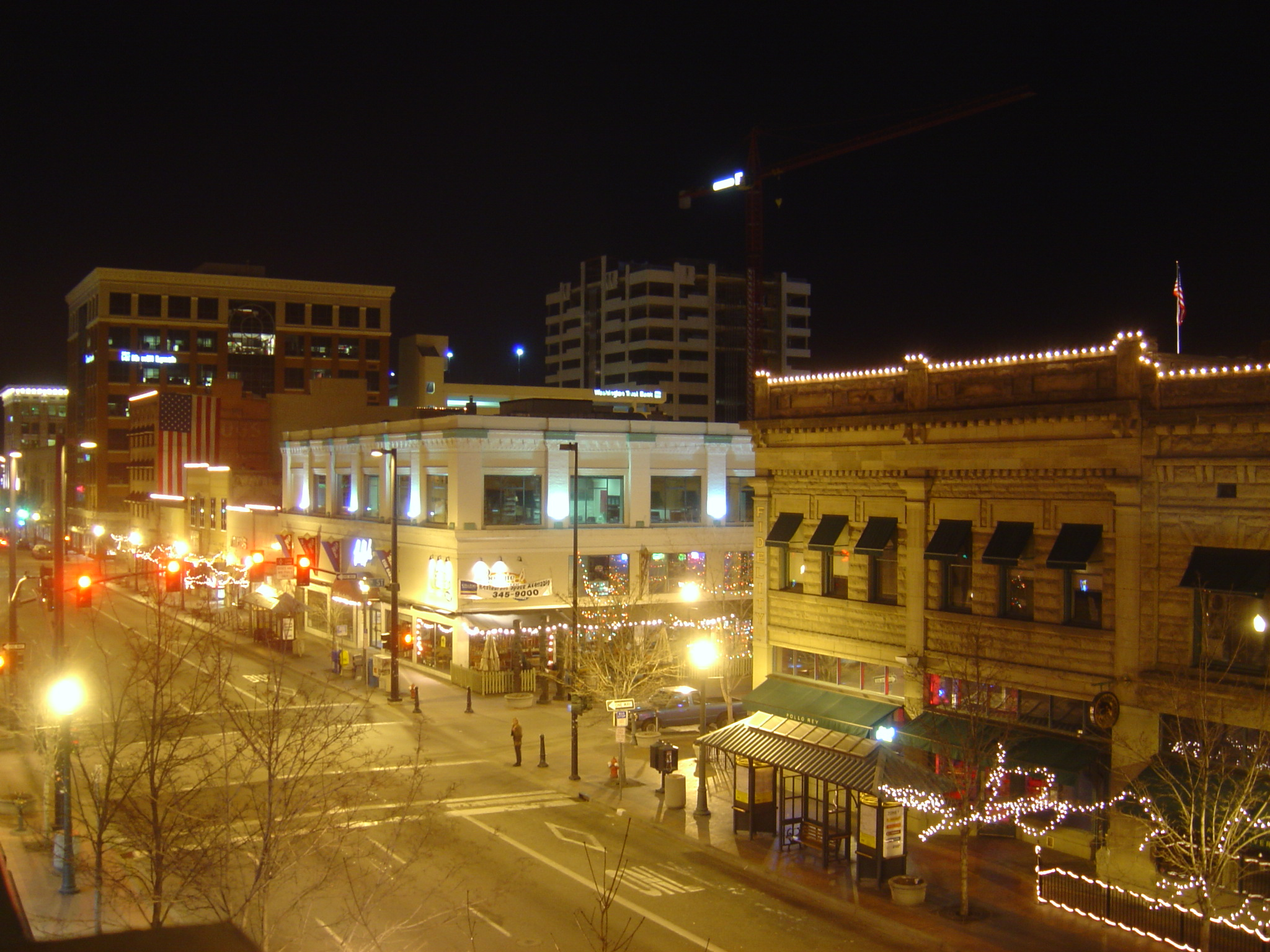
Noche en la ciudad de Boise, Idaho.

| Población > 100.000 (área urbana) - Boise (capital estatal) | Población > 10 000 (área urbana) - Blackfoot - Burley - Caldwell - Coeur d'Alene - Sede de la Universidad de Idaho del Norte e importante centro turístico - Idaho Falls - Lewiston - Meridian - Moscow - Sede de la Universidad de Idaho - Mountain Home - Nampa - Pocatello - Post Falls - Rexburg - Twin Falls | Ciudades y pueblos menores - Driggs - centro de esquí (Grand Targhee) - Fruitland - Hayden - Island Park - motonieve - Jerome - Kellogg - esquí (Silver Mountain) - Kuna - Malad City - McCall - centro turístico - Mullan - Plummer - Rathdrum - Rigby - centro televisivo - Sandpoint - Soda Springs - único géiser cerrado en el mundo - St. Anthony - dunas de arena - St. Maries - Sun Valley - centro de esquí y sede de competencias internacionales - Wallace - Worley |

## Parques nacionales

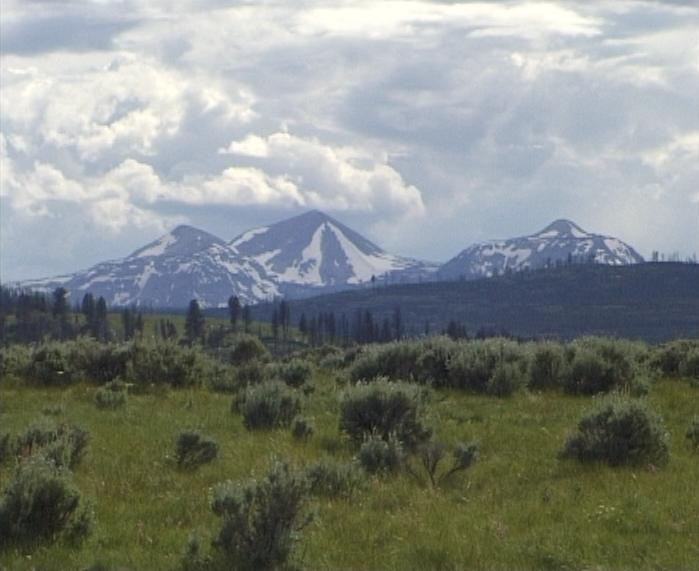
Parque nacional Yellowstone, establecido en 1872, siendo el primero en el mundo en recibir tal denominación. Es famoso por su contenido volcánico y formaciones rocosas.

- Parque Histórico Nacional del sendero de California
- Reserva nacional de City of Rocks
- Cráteres de Monumento Nacional a la Luna
- Parque nacional de yacimientos fósiles de Hagerman
- Sendero histórico nacional de Lewis y Clark
- Monumento Nacional del Internamiento de Minidoka
- Parque Histórico Nacional de Nez Perce
- Sendero histórico nacional de Oregón
- Parque nacional Yellowstone
- Refugio Animal Nacional del Ciervo
- Área Nacional de Conservación de Aves en apareamiento del río Snake

### Parques estatales

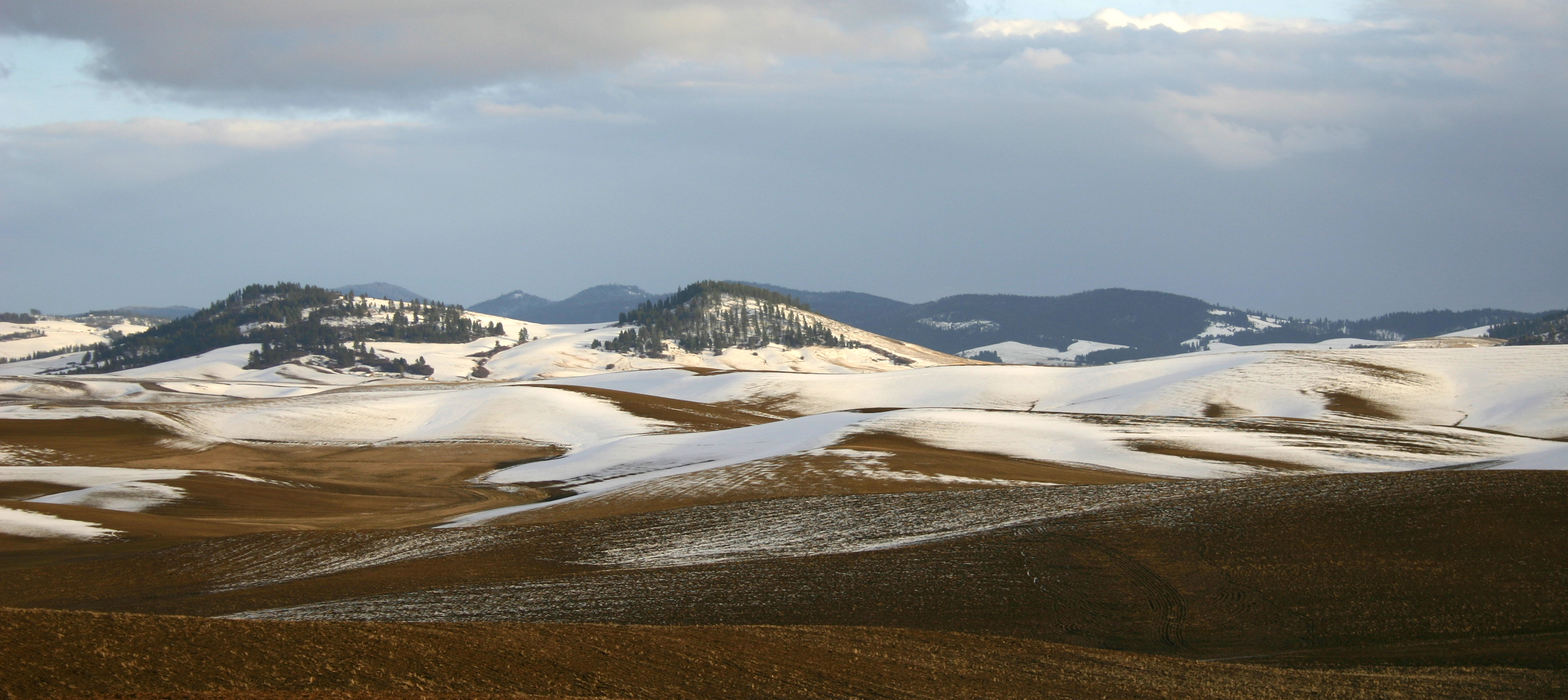
Paisaje de Idaho.

| - Parque Estatal de Bear Lake - Parque Estatal de Box Canyon - Parque Estatal de Bruneau Dunes - Parque Estatal de Castle Rocks - Parque Estatal de City of Rocks - Parque de Coeur d'Alene - Parque Estatal de Dworshak - Parque Estatal de Eagle Island - Parque Estatal de Farragut - Parque Estatal de Harriman - Hells Canyon - Parque Estatal de Hells Gate - Parque Estatal de Henrys Lake - Parque Estatal de Heyburn | - Parque Estatal de Lake Cascade - Parque Estatal de Lake Walcott - Parque Estatal de Lucky Peak - Parque Estatal de Malad Gorge - Parque Estatal de Massacre Rocks - Parque Estatal de Mary Minerva McCroskey - Parque Estatal de Niagara Springs - Parque Estatal de Old Mission - Parque Estatal de Ponderosa - Parque Estatal de Priest Lake - Parque Estatal de Round Lake - Parque Estatal de Three Island Crossing - Sendero de Coeur d'Alenes - Parque Estatal de Winchester Lake - Parque Estatal de Yankee Fork |

## Educación
El primer colegio estatal abrió sus puertas en 1860, aunque ya existían establecimientos que proporcionaban este servicio exclusivamente a niños nativoamericanos, desde tiempos más tempranos. Cinco años más tarde, había doce escuelas disponibles en Idaho, y recién en 1887 la ley promulgaría un decreto que haría obligatoria la asistencia a las mismas. Actualmente, los jóvenes de entre 7 y 16 años de edad tienen el derecho y el deber de acudir a las aulas según la normativa vigente en materia educativa.
Los principales centros de enseñanza superior son la Universidad de Idaho (1892) en Moscow, la Estatal de Idaho (pensada como una Academia, se convirtió en instituto universitario en 1963), en Pocatello; y la Universidad Estatal de Boise, emplazada en la ciudad homónima.
A comienzos del presente siglo, el estado disponía de 14 instituciones (7 privadas y 7 públicas) para cursar estudios terciarios.

### Escuelas y universidades
| - Escuela Albertson de Idaho - Universidad Estatal de Boise - Universidad Brigham Young-Idaho - Universidad Estatal de Idaho | - Escuela Estatal de Lewis-Clark - Universidad de Nazarene del Noroeste - Universidad de Idaho | - Escuela de Idaho del Norte - Escuela de Idaho del Sur - Riverstone International School |

## Deporte
El principal equipo deportivo universitario son los Boise State Broncos, que compiten en la Mountain West Conference. Por su parte, los Idaho Vandals y los Idaho State Bengals son rivales en la Big Sky Conference. EL Famous Idaho Potato Bowl es un bowl de postemporada de fútbol americano universitario que se juega en Boise desde 1997.
Los Idaho Steelheads compiten desde 2003 en la ECHL, la tercera liga de hockey sobre hielo.
El Abierto de Boise de golf forma parte del Korn Ferry Tour desde 1990. En Sun Valley se practica esquí de montaña.

## Emblemas oficiales del estado
| - Ave: Azulejo de las montañas - Danza: Cuadrilla (en inglés "square dance") - Pez: Trucha de garganta cortada - Flor: Lila - Fósil: Caballo de Hagerman (Equus simplicidens) | - Fruta: Arándano - Gema: Granate-estrella - Caballo: Appaloosa - Insecto: Mariposa monarca - Ave de rapiña: Halcón peregrino |